# Морозвиздка кръстовидна църква
Морозвиздката или Мородвиската кръстовидна църква (на македонска литературна норма: Морозвиздка крстовидна црква, Мордовиска крстовидна црква) е раннохристиянска православна църква, чиито руини са открити в кочанското село Мородвис, Северна Македония.

## Местоположение
Кръстовидната църква е разположена в античния и средновековен епископски град Морозвизд. Заема централно място в града, на тераса веднага северно от акропола на крепостта.

## История
Според Блага Алексова църквата стара раннохристиянска църква, обновена в IX — X век, когато става част от християнизирана България. С обновлението в българския период църквата добива гробищни функции.
В края на 60-те години на XX век местното население разкопава църквата и върху основите на средния кораб е издигнат нов храм „Свети Симеон Стълпник“, в който е включена частично запазената апсида на древната църква.

## Архитектура
Църквата е от типа вписан кръст в квадрат с нартекс. Дължината е 10,50 m заедно с апсидата, a широчината 8,20 m. Стените са дебели 0,75 m. Куполът е поставен на четири големи арки - също като в църквата „Свети Георги“ в Козяк край Баргала. Куполът е на пандантифи. От северната и южната страна е имало по един единичен прозорец, а апсидата е без никакъв отвор. Апсидата на църквата отвътре е полукръгла, a отвън - многоъгълна. Стените на предапсидалното пространство влизат в стените на апсидата.
Западното рамо на кръста навлиза в нартекса и от северната и южната страна, в допълнение към рамото на кръста, се образува по едно малко пространство, северното от които по-късно е затворено със стена. Нартексът на църквата е стандартен с вход от запад. Според запазената апсида църквата е изградена от натрошен камък и хоросан - същите материали като в църквата в Козяк, което дава възможност за предположение, че и в тази църква има вградени сполии от по-стари обекти. Около църквата са разкопани много гробове, в които са открити византийски скифати.
Според плана на вписания кръст в квадрат с тенденция към свободен кръст, който се основава на раннохристиянски традиции от тази част на Македония, църквата има доста близки аналогии. Първата е гробищната църква в местността Църквище край Иваняне, Софийско, чието северно и южно крило е заето от по една крипта. Тя е прототип на църквата в Църквище, Пирдопско, която има погребална функции с много гробове около сградата. Планът на третата гробищна църква от раннохристиянския период е „Света София“ в София от първата половина на VI век. От типа на Иваняне е и гробищната църква на Скупи край Орман, датирана в V — VI век с много гробове окол нея. Идентичен план има и откритата през втората половина на XX век църква на Голем град в Преспанското езеро, датирана V — VI век. Планът е същият и като този на кръстовидната църква в Царичин град, която функционирала изключително като гробищна църква и датира от 530 година до втората половина на VI век. От същия тип е и църквата Улпиана, датирана в VI век.